# Litouwen op de Olympische Winterspelen 2010

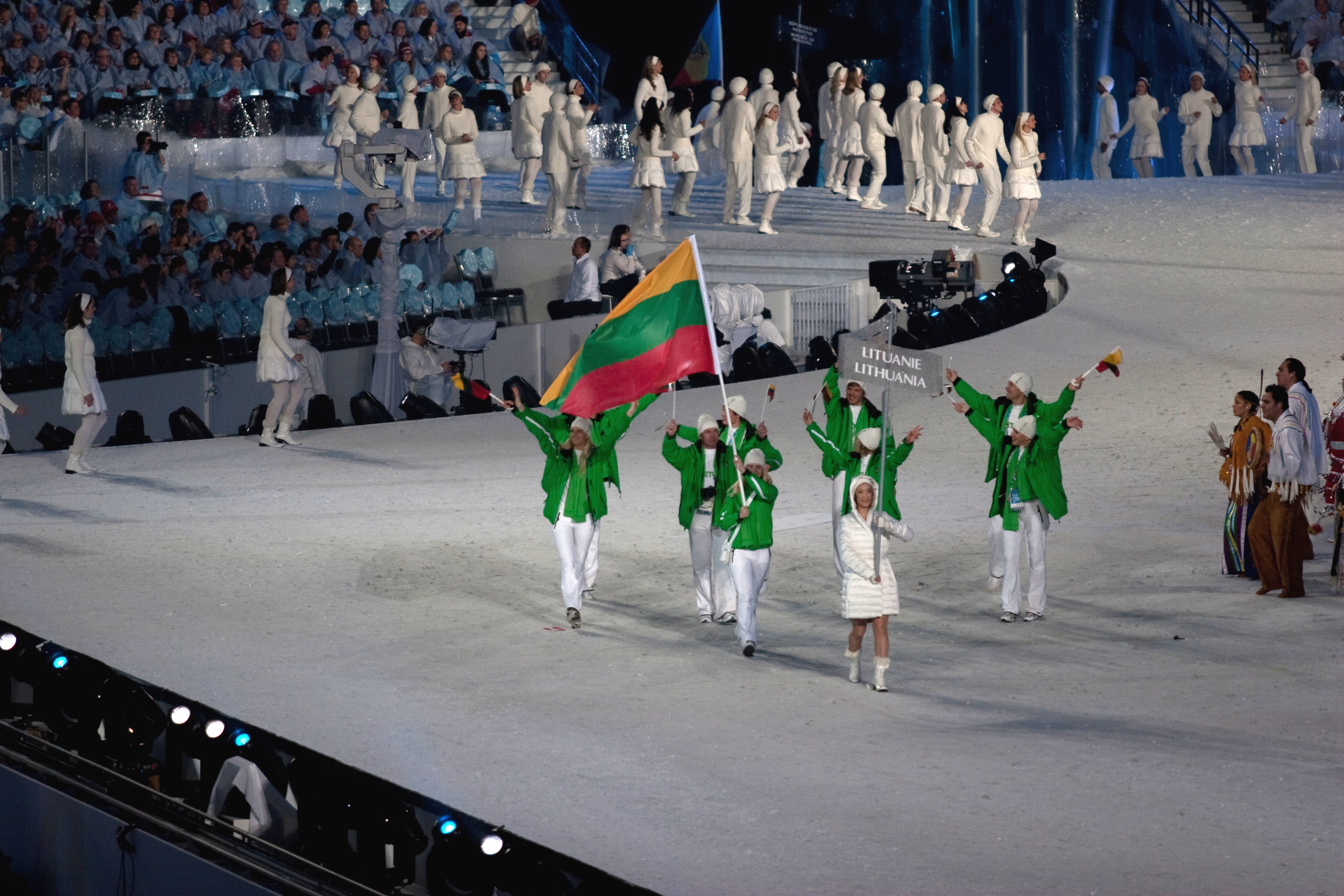
Het team van Litouwen bij de opening

Tijdens de Olympische Winterspelen van 2010, die in Vancouver (Canada) werden gehouden, nam Litouwen voor de zevende keer deel aan de Winterspelen.

## Deelnemers en resultaten
(m) = mannen, (v) = vrouwen 

### Alpineskiën
| Olympiër          | Discipline       | Resultaat | Prestatie                          |
| ----------------- | ---------------- | --------- | ---------------------------------- |
| Vitalij Rumiancev | reuzenslalom (m) | 59e       | 2.56,79 (+18,96) — 1.27,27+1.29,52 |
| Vitalij Rumiancev | slalom (m)       | DNF-1     | opgave run 1                       |

### Biatlon
| Olympiër            | Discipline              | Resultaat | Prestatie                                 |
| ------------------- | ----------------------- | --------- | ----------------------------------------- |
| Diana Rasimovičiūtė | 7,5 km sprint (v)       | 25e       | 21.11,2 (+1.15,6) pen.: 2 (1 + 1)         |
| Diana Rasimovičiūtė | 10 km achtervolging (v) | 34e       | 33.58,4 (+3.42,4) pen.: 5 (0 + 0 + 3 + 2) |
| Diana Rasimovičiūtė | 15 km individueel (v)   | 30e       | 44.13,2 (+3.20,4) pen.: 3 (1 + 0 + 1 + 1) |

### Langlaufen
| Olympiër                               | Discipline            | Resultaat | Prestatie                   |
| -------------------------------------- | --------------------- | --------- | --------------------------- |
| Aleksei Novoselski                     | 15 km vrije stijl (m) | 71e       | 38.01,6 (+4.25,3)           |
| Aleksei Novoselski                     | sprint (m)            | 53e       | dnq, kwal.:3.51,70 (+17,13) |
| Mantas Strolia                         | sprint (m)            | 46e       | dnq, kwal.:3.47,17 (+12,60) |
| Modestas Vaiciulis                     | sprint (m)            | 54e       | dnq, kwal.:3.52,10 (+17,53) |
| Team Modestas Vaiciulis Mantas Strolia | teamsprint (m)        | 18e       | dnq, kwal.:19.43,1          |
|                                        |                       |           |                             |
| Irina Terentjeva                       | 10 km vrije stijl (v) | 64e       | 28.52,2 (+3.53,3)           |
| Irina Terentjeva                       | sprint (v)            | 49e       | dnq, kwal.:4.04,47 (+26,42) |

Albanië · Algerije · Andorra · Argentinië · Armenië · Australië · Azerbeidzjan · België · Bermuda · Bosnië en Herzegovina · Brazilië · Bulgarije · Canada · Chili · China · Chinees Taipei · Colombia · Cyprus · Denemarken · Duitsland · Estland · Ethiopië · Finland · Frankrijk · Georgië · Ghana · Griekenland · Groot-Brittannië · Hongarije · Hongkong · Ierland · IJsland · India · Iran · Israël · Italië · Jamaica · Japan · Kaaimaneilanden · Kazachstan · Kirgizië · Kroatië · Letland · Libanon · Liechtenstein · Litouwen · Macedonië · Marokko · Mexico · Moldavië · Monaco · Mongolië · Montenegro · Nederland · Nepal · Nieuw-Zeeland · Noord-Korea · Noorwegen · Oekraïne · Oezbekistan · Oostenrijk · Pakistan · Peru · Polen · Portugal · Roemenië · Rusland · San Marino · Senegal · Servië · Slovenië · Slowakije · Spanje · Tadzjikistan · Tsjechië · Turkije · Verenigde Staten · Wit-Rusland · Zuid-Afrika · Zuid-Korea · Zweden · Zwitserland